# Гута Полянська
Гута Полянська (пол. Huta Polańska) — село в Польщі, у гміні Кремпна Ясельського повіту Підкарпатського воєводства. Розташоване за 4 кілометри від центру села  Поляни.

## Історія села

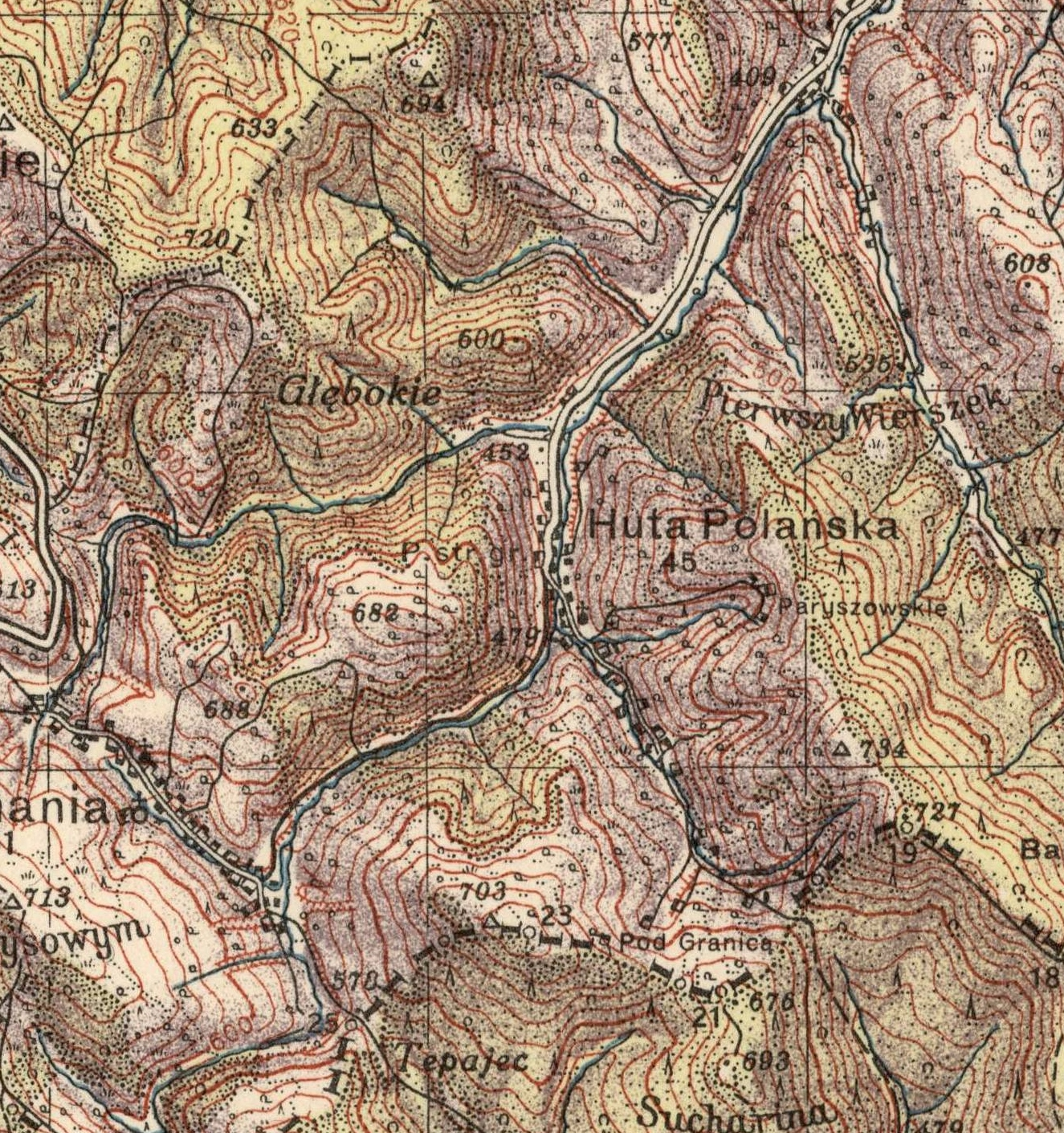
Село на карті 1938 року, масштаб 1:100 000

Село виникло при гуті. Виробництво скла було тут у XVII-XIX ст. Село було польським анклавом у Лемківщині: в 1939 р. з 310 жителів села — 10 українців і 300 поляків.
Греко-католики села належали до парохії Тиханя Дуклянського деканату.
Село було знищене під час ДСВ. Під час Карпатсько-Дуклінської операції 11 вересня 1944 р. до села увірвався 101-й корпус радянської кавалерії під командуванням генерала Баранова із завданням прориву на Словаччину. Однак німці оточили його і тільки 27 вересня чергова атака 38-ї армії розблокувала його рештки, які добралися до інших частин Червоної Армії в околицях Тиляви. Перед контрнаступом 13 вересня німецька жандармерія здійснила виселення прифронтових сіл, що і врятувало жителів, оскільки після повернення в січні 1945 р. застали тільки 4 вцілілі хати з 67, та й ті пошкоджені.